# NGC 6831
NGC 6831 (другие обозначения — PGC 63674, UGC 11483, MCG 10-28-11, ZWG 303.11, NPM1G +59.0234) — линзообразная галактика (S0) в созвездии Дракон.
Этот объект входит в число перечисленных в оригинальной редакции «Нового общего каталога».